# Joachim Yhombi-Opango
Jacques Joachim Yhombi-Opango (Owando, 12 de janeiro de 1939 – Neuilly-sur-Seine, 30 de março de 2020) foi um militar e político brazavile-congolês. Foi presidente da República de abril de 1977 a fevereiro de 1979 e primeiro-ministro de junho de 1993 a agosto de 1996. Militar de profissão, era um oficial do exército congolês e se tornou o primeiro general do país.

## Biografia
Yhombi-Opango nasceu em Fort Rousset (agora Owando) na região de Cuvette, no norte do Congo. Sob a presidência de Marien Ngouabi, exerceu a chefia do estado-maior do exército (com o posto de major). Suspenso dessa posição em 30 de julho de 1970, posteriormente foi restaurado. Era membro do Partido Congolês do Trabalho (PCT) e estava associado à direita do partido.
Elementos esquerdistas do PCT afirmaram em uma transmissão no rádio Voz da Revolução, em 22 de fevereiro de 1972, que Yhombi-Opango estava tentando tomar o poder em um golpe de direita e que havia ordenado a prisão de membros do Bureau Político do PCT. Esta alegação foi parte de uma tentativa mal sucedida de golpe liderada pelo tenente Ange Diawara.
Yhombi-Opango tornou-se membro do Comitê Central do PCT em 1972. Foi promovido ao posto de coronel e tornou-se membro do Bureau Político do PCT em janeiro de 1973.
Após o assassinato de Ngouabi em março de 1977, Yhombi-Opango tornou-se chefe de Estado. Exerceu o cargo por quase dois anos até ser forçado a renunciar em fevereiro de 1979. Acusado de tentar formar uma "facção de direita" no PCT, foi mantido detido por vários anos por seu sucessor, o presidente Denis Sassou Nguesso.
Além de ser colocado em prisão domiciliar, foi expulso do PCT e sua propriedade foi confiscada em 1979. Ademais, foi rebaixado do posto de general para o de soldado, de acordo com um anúncio em 20 de outubro de 1979.  Sassou Nguesso anunciou a libertação de Yhombi-Opango quando de sua posse para um segundo mandato como Presidente em 10 de novembro de 1984, citando "o interesse da unidade nacional e da paz".
Yhombi-Opango foi o candidato do seu partido, o Reagrupamento para a Democracia e o Desenvolvimento (RDD), na eleição presidencial de agosto de 1992, tomando o sexto lugar com 3,49% dos votos. Em sua região natal, Cuvette, ele ficou em segundo lugar, com 27% dos votos, atrás de Sassou Nguesso.
Ele se aliou ao presidente Pascal Lissouba e à União Pan-Africana para a Social Democracia (UPADS), no primeiro turno da eleição parlamentar de 1993, realizada em maio. Após as eleições, Lissouba nomeou-o primeiro-ministro em 23 de junho. 1993. A oposição contestou os resultados e uma grave disputa política eclodiu, tentando impedir a criação de um governo rival.
Yhombi-Opango renunciou em 13 de janeiro de 1995 para que Lissouba estivesse livre para consultar outras partes na formação de um novo governo. Ele foi prontamente reeleito como primeiro-ministro, com um novo governo - incluindo quatro membros da oposição União para a Renovação Democrática (URD) - sendo nomeado em 23 de janeiro.
Alguns membros da UPADS que pertenciam ao grupo étnico Téke, de Lissouba, pediram a renúncia de Yhombi-Opango em 1996, porque queriam que o primeiro-ministro também fosse um Téke. Como resultado, Yombi-Opango renunciou em 23 de agosto de 1996. Lissouba nomeou Charles David Ganao para substituí-lo em 27 de agosto.
Morreu no dia 30 de março de 2020, aos 81 anos, em decorrência do COVID-19.